# Brownleea caerulea
Brownleea caerulea es una especie de orquídea de hábitos terrestres o epifitas que está estrechamente relacionado con Disa. Se encuentra en Sudáfrica, Suazilandia y Madagascar, donde vive en las selvas tropicales.

## Descripción
Son orquídeas que tienen un tamaño pequeño, y prefiere el clima. Son orquídeas preferentemente terrestres o epífitas ocasionales donde aparecen en suelos arenosos o de grava o arcilla que es seco en invierno y húmedo en verano con tubérculos solitarios, , con un tallo delgado que tiene de 2 a 4 hojas, caulinares,  ovales o elípticas ovadas. Florece a finales del verano y principios del otoño en una  inflorescencia racemosa de 2,5 a 7,5 cm de largo, con 3 a 25 flores de 2 cm de ancho.

## Distribución y hábitat
Se encuentra en el sur de África y Madagascar en las cornisas de roca a la sombra en fragmentos de bosques, así como en el musgo en los árboles a una altitud de nivel del mar hasta los 1800 metros.

## Taxonomía
Brownleea caerulea fue descrita por Harv. ex Lindl.  y publicado en London Journal of Botany 1: 16. 1842.
Etimología
Brownleea fue descrito en 1842 por William Henry Harvey, que eligió este nombre en honor del reverendo John Brownlee , que le enviaba las plantas.
caerulea: epíteto latino de caeruleus que significa "azul oscuro, azul celeste, azul".
Sinonimia
- Brownleea madagascarica Ridl.
- Disa caerulea (Harv. ex Lindl.) Rchb.f.
- Disa macroceras Rchb.f.[7]